# Élections législatives de 1906 en Ille-et-Vilaine
Les élections législatives en Ille-et-Vilaine ont lieu les dimanches 6 mai 1906 et 20 mai 1906.
Elles ont pour but d'élire les 8 députés représentant le département à la Chambre des députés pour un mandat de quatre années.

## Élections partielles durant le précédent mandat
- Pas d'élection partielle d'organisée durant le mandat 1902-1906.

## Mode de scrutin
L'élection se fait au scrutin d'arrondissement, soit un mode uninominal majoritaire à deux tours.
La circonscription pour l'élection est l'arrondissement.
Le scrutin est individuel, chaque arrondissement élisant un député.
Les arrondissements qui ont plus de cent mille habitants sont divisés. Dans ce cas on élit un député par circonscription électorale.
L'article 18 précise qu'il faut réunir pour être élu au premier tour :
1. La majorité absolue des suffrages exprimés ;
2. Un nombre de suffrages égal au quart des électeurs inscrits.

Au deuxième tour la majorité relative suffit. En cas d'égalité c'est le plus âgé qui est élu.

## Députés sortants
| Députés | Députés                           | Parti                     | Fonctions lors de l'élection en 1906 |
| ------- | --------------------------------- | ------------------------- | --- |
|         | René Le Hérissé                   | Radical (ex Nationaliste) | Vice-président du Conseil général, conseiller de Rennes-Sud-Est. Ancien Lieutenant, Propriétaire.                                           |
|         | Robert Surcouf                    | Gauche démocratique       | Conseiller d'arrondissement de Châteauneuf-d'Ille-et-Vilaine, maire de Plerguer. Armateur, Propriétaire agricole, châtelain du Haut-Mesnil. |
|         | Alexandre Jehanin                 | Union démocratique        | Conseiller général et maire de Bécherel. Tanneur.                                                                                           |
|         | René Brice                        | Progressiste              | Président du Conseil Général, conseiller de Sel-de-Bretagne. Avocat, Propriétaire agricole.                                                 |
|         | Alexandre Lefas                   | Progressiste lib          | Pas d'autres mandats. Avocat, Propriétaire agricole.                                                                                        |
|         | Charles Auguste La Chambre        | Action libérale           | Pas d'autres mandats. Avocat, Propriétaire agricole, châtelain du Château de la Briantais.                                                  |
|         | Maurice de Poulpiquet du Halgouët | Conservateur              | Conseiller général de Redon, maire de Renac. Ancien Lieutenant, Propriétaire agricole.                                                      |
|         | Olivier Le Gonidec de Traissan    | Conservateur              | Pas d'autres mandats. Ancien Zouave pontifical, Propriétaire agricole, châtelain du Château de la Baratière.                                |

## Résultats par arrondissement

### Arrondissement de Fougères
Fougères regroupe tous les cantons de l'arrondissement.
| Candidats      | Candidats          | Étiquette                    | Premier tour | Premier tour |
| Candidats      | Candidats          | Étiquette                    | Voix         | %            |
| -------------- | ------------------ | ---------------------------- | ------------ | ------------ |
|                | Alexandre Lefas *  | Progressiste-Action libérale | 12 122       | 55,53        |
|                | Jean-Marie Dauguet | Union démocratique           | 9 308        | 42,64        |
|                | Charles Bougot     | SFIO                         | 461          | 2,11         |
|                |                    |                              |              |              |
| Inscrits       | Inscrits           | Inscrits                     | 25 145       | 100,00       |
| Votants        | Votants            | Votants                      | 22 027       | 87,60        |
| Abstention     | Abstention         | Abstention                   | 3 118        | 12,40        |
| Blancs et nuls | Blancs et nuls     | Blancs et nuls               | 136          | 0,62         |
| Exprimés       | Exprimés           | Exprimés                     | 21 891       | 99,38        |

*sortant

### Arrondissement de Monfort
Montfort regroupe tous les cantons de l'arrondissement.
- Alexandre Jehanin (Union démocratique), élu depuis 1902, ne se représente pas.

| Candidats      | Candidats            | Étiquette          | Premier tour | Premier tour |
| Candidats      | Candidats            | Étiquette          | Voix         | %            |
| -------------- | -------------------- | ------------------ | ------------ | ------------ |
|                | Étienne Pinault      | Action libérale    | 7 576        | 51,36        |
|                | Jean-Baptiste Guérin | Progressiste       | 4 682        | 31,74        |
|                | Albert Laperche      | Union démocratique | 1 711        | 11,60        |
|                | François de Bouillé  | Union démocratique | 781          | 5,30         |
|                |                      |                    |              |              |
| Inscrits       | Inscrits             | Inscrits           | 16 917       | 100,00       |
| Votants        | Votants              | Votants            | 14 858       | 87,83        |
| Abstention     | Abstention           | Abstention         | 2 059        | 12,17        |
| Blancs et nuls | Blancs et nuls       | Blancs et nuls     | 108          | 0,73         |
| Exprimés       | Exprimés             | Exprimés           | 14 750       | 99,27        |

*sortant

### Arrondissement de Redon
Redon regroupe tous les cantons de l'arrondissement.
| Candidats      | Candidats                           | Étiquette      | Premier tour | Premier tour |
| Candidats      | Candidats                           | Étiquette      | Voix         | %            |
| -------------- | ----------------------------------- | -------------- | ------------ | ------------ |
|                | Maurice de Poulpiquet du Halgouët * | Monarchiste    | 14 881       | 75,27        |
|                |                                     |                |              |              |
| Inscrits       | Inscrits                            | Inscrits       | 26 182       | 100,00       |
| Votants        | Votants                             | Votants        | 19 770       | 75,51        |
| Abstention     | Abstention                          | Abstention     | 6 412        | 24,49        |
| Blancs et nuls | Blancs et nuls                      | Blancs et nuls | 4 279        | 21,64        |
| Exprimés       | Exprimés                            | Exprimés       | 15 491       | 78,36        |

*sortant

### Arrondissement de Rennes

#### 1recirconscription
Rennes-1 regroupe les cantons de Rennes-Nord-Ouest, Rennes-Nord-Est, Rennes-Sud-Ouest et de Rennes-Sud-Est.
| Candidats      | Candidats         | Étiquette                         | Premier tour | Premier tour | Deuxième tour | Deuxième tour |
| Candidats      | Candidats         | Étiquette                         | Voix         | %            | Voix          | %             |
| -------------- | ----------------- | --------------------------------- | ------------ | ------------ | ------------- | ------------- |
|                | René Le Hérissé * | Gauche radicale (ex Nationaliste) | 9 119        | 49,62        | 9 843         | 81,93         |
|                | Charles Oberthür  | Action libérale                   | 8 150        | 44,35        |               |               |
|                | Alphonse Jaouen   | SFIO                              | 1 112        | 6,05         |               |               |
|                |                   |                                   |              |              |               |               |
| Inscrits       | Inscrits          | Inscrits                          | 23 338       | 100,00       | 23 333        | 100,00        |
| Votants        | Votants           | Votants                           | 18 550       | 79,48        | 12 014        | 51,49         |
| Abstention     | Abstention        | Abstention                        | 4 788        | 20,52        | 11 319        | 48,51         |
| Blancs et nuls | Blancs et nuls    | Blancs et nuls                    | 172          | 0,93         | 2 068         | 17,21         |
| Exprimés       | Exprimés          | Exprimés                          | 18 378       | 99,07        | 9 946         | 82,79         |

*sortant

#### 2ecirconscription
Rennes-2 regroupe les cantons de Châteaugiron, Hédé, Janzé, Liffré, Mordelles et de Saint-Aubin-d'Aubigné.
| Candidats      | Candidats      | Étiquette      | Premier tour | Premier tour |
| Candidats      | Candidats      | Étiquette      | Voix         | %            |
| -------------- | -------------- | -------------- | ------------ | ------------ |
|                | René Brice *   | Progressiste   | 13 798       | 94,98        |
|                |                |                |              |              |
| Inscrits       | Inscrits       | Inscrits       | 17 924       | 100,00       |
| Votants        | Votants        | Votants        | 14 527       | 81,05        |
| Abstention     | Abstention     | Abstention     | 3 397        | 18,95        |
| Blancs et nuls | Blancs et nuls | Blancs et nuls | 717          | 4,94         |
| Exprimés       | Exprimés       | Exprimés       | 13 810       | 95,06        |

*sortant

### Arrondissement de Saint-Malo

#### 1recirconscription
Saint-Malo-1 regroupe les cantons de Saint-Malo, Cancale, Dol-de-Bretagne, Pleine-Fougères.
| Candidats      | Candidats                    | Étiquette           | Premier tour | Premier tour |
| Candidats      | Candidats                    | Étiquette           | Voix         | %            |
| -------------- | ---------------------------- | ------------------- | ------------ | ------------ |
|                | Charles Guernier             | Gauche démocratique | 7 187        | 51,22        |
|                | Charles Auguste La Chambre * | Action libérale     | 6 850        | 48,85        |
|                |                              |                     |              |              |
| Inscrits       | Inscrits                     | Inscrits            | 17 840       | 100,00       |
| Votants        | Votants                      | Votants             | 14 087       | 78,96        |
| Abstention     | Abstention                   | Abstention          | 3 753        | 21,04        |
| Blancs et nuls | Blancs et nuls               | Blancs et nuls      | 56           | 0,40         |
| Exprimés       | Exprimés                     | Exprimés            | 14 031       | 99,60        |

*sortant

#### 2ecirconscription
Saint-Malo-2 regroupe les cantons de Châteauneuf-d'Ille-et-Vilaine, Combourg, Pleurtuit, Tinténiac et de Saint-Servan.
| Candidat       | Candidat           | Étiquette           | Premier tour | Premier tour |
| Candidat       | Candidat           | Étiquette           | Voix         | %            |
| -------------- | ------------------ | ------------------- | ------------ | ------------ |
|                | Robert Surcouf *   | Gauche démocratique | 8 115        | 56,82        |
|                | Léonce Demalvilain | Progressiste        | 6 170        | 43,20        |
|                |                    |                     |              |              |
| Inscrits       | Inscrits           | Inscrits            | 18 200       | 100,00       |
| Votants        | Votants            | Votants             | 14 405       | 79,15        |
| Abstention     | Abstention         | Abstention          | 3 795        | 20,85        |
| Blancs et nuls | Blancs et nuls     | Blancs et nuls      | 122          | 0,85         |
| Exprimés       | Exprimés           | Exprimés            | 14 283       | 99,15        |

*sortant

### Arrondissement de Vitré
Vitré regroupe tous les cantons de l'arrondissement.
| Candidats      | Candidats                        | Étiquette      | Premier tour | Premier tour |
| Candidats      | Candidats                        | Étiquette      | Voix         | %            |
| -------------- | -------------------------------- | -------------- | ------------ | ------------ |
|                | Olivier Le Gonidec de Traissan * | Monarchiste    | 13 049       | 79,65        |
|                |                                  |                |              |              |
| Inscrits       | Inscrits                         | Inscrits       | 20 506       | 100,00       |
| Votants        | Votants                          | Votants        | 16 384       | 79,90        |
| Abstention     | Abstention                       | Abstention     | 4 122        | 20,10        |
| Blancs et nuls | Blancs et nuls                   | Blancs et nuls | 3 188        | 19,46        |
| Exprimés       | Exprimés                         | Exprimés       | 13 196       | 80,54        |

*sortant

## Députés élus
| Députés | Députés                           | Parti                             | Fonctions lors de l'élection en 1906 |
| ------- | --------------------------------- | --------------------------------- | --- |
|         | René Le Hérissé                   | Gauche radicale (ex Nationaliste) | Vice-président du Conseil général, conseiller de Rennes-Sud-Est. Ancien Lieutenant, Propriétaire.                                           |
|         | Robert Surcouf                    | Gauche démocratique               | Conseiller d'arrondissement de Châteauneuf-d'Ille-et-Vilaine, maire de Plerguer. Armateur, Propriétaire agricole, châtelain du Haut-Mesnil. |
|         | Charles Guernier                  | Gauche démocratique               | Pas d'autres mandats. Avocat, Professeur de Droit à l'Université de Lille.                                                                  |
|         | René Brice                        | Progressiste                      | Président du Conseil Général, conseiller de Sel-de-Bretagne. Avocat, Propriétaire agricole.                                                 |
|         | Alexandre Lefas                   | Progressiste-Action libérale      | Pas d'autres mandats. Avocat, Propriétaire agricole.                                                                                        |
|         | Étienne Pinault                   | Action libérale                   | Conseiller général de Montfort. Avocat, Propriétaire agricole.                                                                              |
|         | Maurice de Poulpiquet du Halgouët | Monarchiste                       | Conseiller général de Redon, maire de Renac. Ancien Lieutenant, Propriétaire agricole.                                                      |
|         | Olivier Le Gonidec de Traissan    | Monarchiste                       | Pas d'autres mandats. Ancien Zouave pontifical, Propriétaire agricole, châtelain du Château de la Baratière.                                |